# Schlacht bei Fontaine-Française
Die Schlacht bei Fontaine-Française fand im Rahmen des Achten Hugenottenkriegs am 5. Juni 1595 bei Fontaine-Française nordöstlich von Dijon statt; es standen sich französische Truppen unter König Heinrich IV. und spanische Truppen unter Juan Fernández de Velasco sowie Truppen der Katholischen Liga unter Charles de Mayenne gegenüber. Obwohl personell deutlich unterlegen, wurde die Schlacht zu einem entscheidenden Sieg des Königs.

## Die Vorbereitungen
Anfang Juni 1595 überschritt Juan Fernández de Velasco, spanischer Gouverneur von Mailand und Condestable de Castilla die Alpen mit einer Armee von 12.000 Männern aus den italienischen Garnisonen Spaniens. In Besançon stieß Charles de Mayenne an der Spitze der Truppen der Liga zu ihm. Sie verabredeten, die Saône bei Gray zu überqueren und in Richtung Dijon zu marschieren, um dem von der königlichen Armee in den Burgen von Dijon und Talant belagerten Jean de Saulx, dem Vicomte de Tavannes, zu helfen und die Stadt zurückzuholen. Vor diesem Feldzug gewarnt, eilte Heinrich IV. mit den 3.000 Männern aus Troyes herbei und kam am 4. Juni in Dijon an.

## Die Schlacht
Die Konfrontation fand am 5. Juni 1595 vor Fontaine-Française statt. Heinrich IV., der an diesem Morgen gegen 4 Uhr von Dijon aufbrach, traf auf seine Kapitäne gegen 13 Uhr in Lux und zwei Stunden später in Fontaine. Als er von Lux aus den Sieur d'Haussonville mit hundert Reitern zur Aufklärung geschickt hatte und sich nun dem zweiten Treffpunkt näherte, schickte er den Marquis de Mirebeau in Richtung des Dorfes Saint-Seine-sur-Vingeanne, um "zwei Schlösser zu besetzen, die sich im Dorf Sainte Seine am Flus Vigeanne befinden, um ihre Passage zu verhindern, zumal es der schönste und direkteste Weg war, den die Feinde nehmen konnten, um mit ihrer Armee nach Dijon zu kommen." Aber die spanische Armee hatte bereits Saint-Seine besetzt und Mirebeau musste sich – von 300 bis 400 Reitern verfolgt – nach Fontaine zurückziehen. Der Marschall Biron bot an, mit hundert Reitern des Baron de Lux aufzubrechen, und stieg auf den Hügel, der sich „auf halbem Weg von diesem Ort nach Sainte-Seine (...)“ befand und „die Dörfer daran hinderte, einander zu sehen... um festzustellen, was der Feind dahinter machte“. Biron zerstreute "sehr leicht" die sechzig Reiter, die den Hügel besetzt hielten, stieß dann aber auf eine viel größere Truppe, die die Reiter d’Haussonvilles vor sich her jagte. Er zog sich kämpfend in Richtung Fontaine zu der Position zurück, in der der König stand, fand sich aber bald umzingelt.
Als Heinrich IV. dies bemerkte, nahm er 200 Reiter, die gerade mit Guillaume de Saulx (dem Bruder von Jean de Saulx) angekommen waren, und einige berittene Arkebusier-Kompanien, führte einen Gegenangriff in mehreren Wellen, wodurch es ihm gelang, zu Biron zu stoßen, der mittlerweile leicht verwundet war, und die Spanier zu zersprengen. Der König achtete dabei darauf, nicht weiter zu gehen, um nicht unter Beschuss der Truppen zu geraten, die in den Wäldern vor der Vingeanne versteckt waren, und aus denen neue Reiter hervorbrachen. Ohne Eile, um mit seinem Selbstvertrauen die Spanier zu beeindrucken, kehrte er zur Höhe von Fontaine zurück, wo schließlich alle Kompanien eintrafen, mit denen er aufgebrochen war. Velasco, der überzeugt war, dass Heinrich über eine ganze Armee verfüge, zog sich nach Saint-Seine zurück. Die Liga und die Spanien zogen am folgenden Tag über die Saône ab.

## Nachwirkungen
Der Sieg des Königs bedeutete ein Ende der Katholischen Liga, obwohl der Achte Religionskrieg erst mit der Unterzeichnung des Friedens von Vervins am 2. Mai 1598 und der spanischen Abtretung der eroberten französischen Städte vollständig zu Ende ging.

## Geschichte und Legende
Es wurde geschrieben, dass Heinrich IV. später die Einwohner der Umgebung (hauptsächlich Bauern) rekrutierte und sie mit Sensen oder anderen Metallwerkzeugen, die im Sonnenlicht schimmern sollten, auf den Hügel holte, um den Gegner an die Anwesenheit einer starken Infanterie glauben zu lassen. Weder Aubigné, noch Sully, Matthieu, oder de König selbst berichten darüber. Es wird auch geschrieben, dass Heinrich IV. das Angebot ablehnte, in La Tour de Saint-Seine zu übernachten, um das eroberte Land zu markieren, und es vorzog, in Fontaine zu schlafen. Tatsächlich ließ der König nach der Schlacht die leichte Kavallerie in Fontaine zurück, übernachtete selbst in Lux, um schneller nach Dijon zurückkehren zu können.